# Tor Lund
Tor Lund (Bergen, 20 januari 1888 - Bergen, 1 september 1972) was een Noors turner.
Lund won tijdens de Olympische Zomerspelen 1912 de gouden medaille in de landenwedstrijd vrij systeem.

## Olympische Zomerspelen
| Jaar | Plaats    | Resultaten                   |
| ---- | --------- | ---------------------------- |
| 1912 | Stockholm | landenwedstrijd vrij systeem |